# Уго Тоњаци
Уго Тоњаци (итал. Ugo Tognazzi; Кремона, 23. март 1922 — Рим, 27. октобар 1990) је био италијански глумац. Играо је главну улогу у филму Александра Саше Петровића Мајстор и Маргарита.